# Стефан II (король Угорщини)
Стефан II (1101 — 1 березня 1131) — угорський король (1116— 1 березня 1131) з династії Арпадів.

## Народження і дитинство
Близько 1101 року дружина короля Кальмана Книжника Бузілла (Феліція, дочка Роджера Сицилійського) народила відразу двох спадкоємців престолу — братів-близнюків Ласло і Стефана. Але один з братів, Ласло, помер незабаром після народження (за іншими даними — в 1112). Стефан залишився єдиним сином короля. Вже в 1105 році він був коронований як спадкоємець. Його батько Кальман поспішив з коронацією насамперед тому, що хотів позбавити всяких законних прав на престол свого бунтівного молодшого брата Альмоша. Альмош постійно оскаржував трон у свого брата, але безуспішно. Чергова зроблена ним спроба державного перевороту закінчилася його полоном і осліпленням (бл. 1115) не тільки його самого, але і його малолітнього сина Бели. Але й після цієї жорстокої розправи Альмош не припинив боротьбу за престол. Тому вже через кілька днів після смерті короля Кальмана Льорінц, архієпископ Естергомський, поспішив проголосити принца Стефана новим королем Угорщини -Стефаном II (3 лютого 1116).

## Правління
Правління батька Стефана II, короля Кальмана, нерідко порівнюють з правлінням Великого Князя Київського Ярослава Мудрого. Навіть прізвисько Книжник, як вважається, вказує на освічене правління, за яке був прозваний Мудрим князь Ярослав. Діючи далі цій аналогії, можна порівняти правління Стефана II з початком правління на Русі князів Ярославичів: центральна влада слабшає, загострюються внутрішні смути, частішають невдачі в зовнішніх війнах, країна починає скочуватися до феодальної роздробленості. Вже навесні 1116 року угорське військо зазнало страшної поразки від чехів на річці Ольшаві. Козьма Празький у своїй «Чеської Хроніці» писав, що в цій битві «угорців загинуло навіть більше ніж на річці Лех». Невдачею угорців не забарилася скористатися Венеція: в результаті тривала 9 років (з перервами) війни (1116-1125) венеційці відняли в угорців Далмацію. У 1121 році Стефан II втрутився в міжусобицю руських князів, підтримавши Ярослава Святополковича в його війні з Володимиром Мономахом. У 1123 році князь Ярослав Святополкович загинув при облозі Володимира Волинського. Стефан II ратував за продовження облоги, але його наближені наполягли на поверненні до Угорщини, пригрозивши позбавити влади короля в разі відмови. У 1126 році засліплений герцог Альмош, спираючись на своїх прихильників з числа мадярської знаті, в черговий раз спробував захопити угорський трон і, зазнавши чергової невдачі, втік до Візантії. Назрівала війна з візантійцями, і Стефану довелося, нарешті, замирився з чехами, а заодно і з німцями. Війна з Візантією тривала з 1127 по 1129 роки. Зупинити її не змогла навіть смерть герцога Альмоша, що наступила, як здається, з природних причин (1127). Незважаючи на перші воєнні успіхи, угорці знову були розбиті, і мирний договір лише відновив довоєнний status quo. Наприкінці 1120-х років ішпани Іван і Борш підняли заколот і навіть обрали антікороля. Насилу придушивши повстання, Стефан II волів примиритися також і зі своїм засліпленим кузеном Белою, сином покійного герцога Альмоша. І хоча Стефан, через брак власних дітей, заздалегідь призначив своїм наступником племінника Саула (сина сестри Жофії), не виключено, що під кінець життя він встиг переглянути своє заповіт на користь Бели. Стефан також організував одруження Бели, посватав за нього дочку Сербського жупана Уроша I Ілону (Елену). Незважаючи на войовничий характер, король Стефан II не відрізнявся міцним здоров'ям, майже безперервно хворів і помер у віці 30 років від кривавого проносу (дизентерії).
| Попередник Коломан I |  | Король Угорщини 1116-1131 |  | Наступник Бела II |

1. ↑  угорська Вікіпедія — 2003.